# Busaba Athisthan
Busaba Athisthan (thaï : บุษบา อธิษฐาน) est une chanteuse pop thaïlandaise.

## Discographie
- Nak Rop Nee Ra Nam (thaï : นักรบนิรนาม)
- Jer Nae (thaï : เจอแน่)
- Jhonny Thee Rak (thaï : จอห์นนี่ที่รัก)
- Oh! Ho Bangkok (thaï : โอ้โหบางกอก)
- Tha Rak (thaï : ท้ารัก)